# Kattenbek
El Kattenbek és un afluent de l'Ohlau a l'estat de Slesvig-Holstein. Neix al bosc estatal Winsener Wohld,a l'est de Winsen, al districte de Segeberg. Passa per Kattendorf i desemboca a l'Ohlau, al poble d'Oersdorf. Via l'Ohlau, el Hudau, i el Bramau desemboca a l'Stör, un afluent dret de l'Elba.

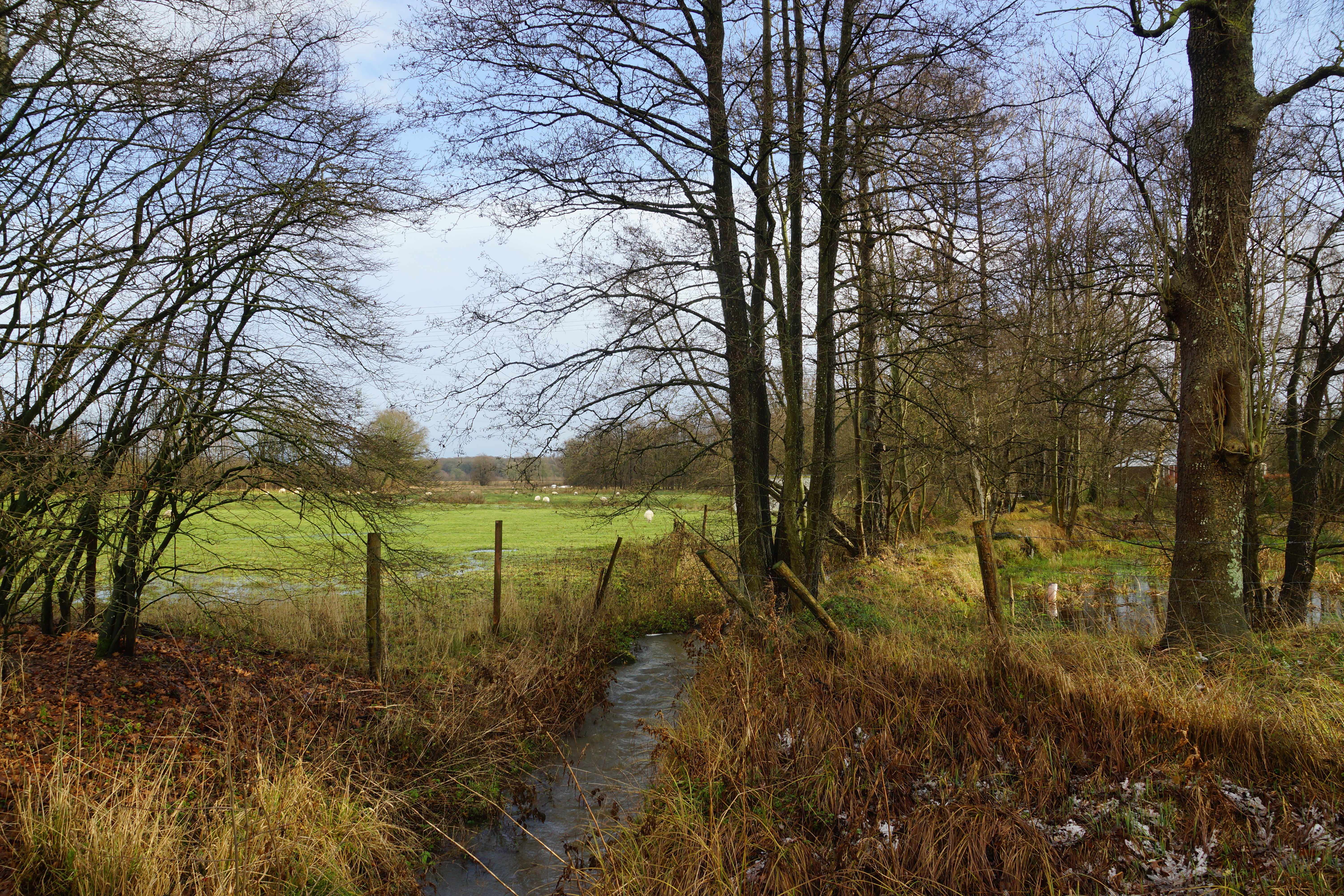
El Kattenbek prop de la carretera L79